# Бродовски
Бродовски (порт. Brodowski) — муниципалитет в Бразилии, входит в штат Сан-Паулу. Составная часть мезорегиона Рибейран-Прету. Входит в экономико-статистический микрорегион Рибейран-Прету. Население составляет 22 978 человек на 2006 год. Занимает площадь 278,458 км². Плотность населения — 70,1 чел./км².
Праздник города — 22 августа.

## История
Город основан 22 августа 1913 года.

## Статистика
- Валовой внутренний продукт на 2003 год составляет 129 823 032,00 реалов (данные: Бразильский институт географии и статистики).
- Валовой внутренний продукт на душу населения на 2003 год составляет 7 025,06 реалов (данные: Бразильский институт географии и статистики).
- Индекс развития человеческого потенциала на 2000 год составляет 0,805 (данные: Программа развития ООН).

## География
Климат местности: субтропический.

## Известные уроженцы
- Кандиду Портинари — бразильский художник.